# Göljhults göl
Göljhults göl är en sjö i Uppvidinge kommun i Småland och ingår i Alsteråns huvudavrinningsområde.